# 朝日山古戦場
朝日山古戦場（あさひやまこせんじょう）は、新潟県小千谷市の朝日山にある北越戦争の古戦場である。

## 概要
小千谷市街の北東4キロほどの所にある朝日山山頂にある古戦場で、山頂へは浦柄地区から徒歩で約40分。現在山頂には野営場などの遺構、北越戦争関連の展示品がある。国道291号から朝日山への入口近くにある浦柄神社には、1953年（昭和28年）に小栗山村の人々が建立した北越戦争の東軍（越後長岡藩･会津藩）の戦死者の墓が21基ある。その中の白虎隊士新国英之助（当時16歳）の墓は、父が二十数年遺体を探して建立したもの。また、西軍側として唯一時山直八の墓が１基、東軍側に混じって建立されている。

## 朝日山の戦い
慶応4年5月10日、朝日山近くの榎木峠で戦が始まり、12日には妙見村･浦柄村は長岡藩に占領された。そこで、新政府軍は朝日山に攻撃をかけた。この攻撃には、山県有朋、時山直八が指揮をとった。13日、深い霧の中を新政府軍は攻めてきたが、東軍は加勢して応戦し、時山直八を討ち、東軍が有利になった。その後、東軍は5千、新政府軍は1万の兵を集めたといわれ、13日から1週間、雨の中戦いが続いた。その際、山県有朋は「あだ守るとりでのかがり影ふけて夏も身にしむ越の山風」と歌を詠んでいる。その後、新政府軍は1隊はそのまま戦い、もう1隊を長岡城へ向かわせた。19日、長岡城が落城すると、東軍、新政府軍は蒲原へ向かった。

## 戦跡の調査
2022年（令和4年）、テレビ番組で行われた調査を契機に、古戦場の調査が本格化。陣地や塹壕跡などが確認されている。

## アクセス
- 小千谷駅から北越後観光バス（旧・越後柏崎観光バス）、小千谷 - 浦柄 - 岩間木 - 塩谷線の朝日山入口バス停下車し、徒歩約40分（山頂へ）。
- 越後交通〈急行〉長岡 - 小千谷 - 十日町線、浦柄三叉路バス停から朝日山入口まで約400m（その後山頂まで徒歩約40分）。